# Sharp MZ 80K
Sharp MZ 80K (MZ 80K) је био кућни рачунар фирме Шарп (Sharp) који је почео да се производи у Јапану од 1979. године.
Користио је Sharp LH-0080 (Zilog Z80 A компатибилан) микропроцесор. РАМ меморија рачунара је имала капацитет од 20 KB (до 48 KB). 

## Детаљни подаци
Детаљнији подаци о рачунару MZ 80K су дати у табели испод.
|                       |                                                                  |
| [ 1 ]                 |                                                                  |
| Произвођач            | Шарп                                                             |
| Тип                   | кућни рачунар                                                    |
| Меморија              | 20 (до 48 )                                                      |
| Поријекло             | Јапан                                                            |
| Година                | 1979                                                             |
| Тастатура             | Необични четвртасти провидни тастери. 78 тастера. Нумерички пад. |
| Процесор              |                                                                  |
| Фреквенција процесора | 2                                                                |
| RAM                   | 20 (до 48 )                                                      |
| ROM                   | 4                                                                |
| Текст                 | 40 x 25 (8 x 8 матрица знакова)                                  |
| Графика               | 80 x 50                                                          |
| Боја                  | уграђени 10-инчни црно-бијели монохроматски монитор              |
| Звук                  | један канал                                                      |
| Димензије             | 410 (ширина) x 470 (дубина) x 270 (висина) / 13                  |
| Портови               |                                                                  |
| Оперативни систем     | [[]]                                                             |